# Арена-По
Аре́на-По (итал. Arena Po) — город в Италии, расположен в области Ломбардия, подчинён административному центру Павия (провинция). Он расположен в Олтрепо Павезе, на правом берегу реки По, на границе с провинцией Пьяченца.
Население составляет 1556 человек, плотность населения составляет 69,19 чел./км². Занимает площадь 22,49 км². Почтовый индекс — 27040. Телефонный код — 00385.
Покровителем коммуны почитается святой Георгий, празднование 23 апреля.